# Thaddäus Maria Roth
Thaddäus Maria Roth OP (* 26. Juni 1898 in Köln; † 12. Oktober 1952 ebenda; Spitzname „Thäddy“, bürgerlich Wilhelm Roth) war ein deutscher Dominikaner, katholischer Priester und Maler.

## Leben und Beruf
Roth wurde 1898 als drittes von sieben Kindern des Kirchen- und Dekorationsmalers Wilhelm Roth (1870–1948) und dessen Frau Margarethe geb. Kruth (1866–1932) geboren. Zwei seiner Brüder waren der spätere Märtyrer Joseph Roth und Vikar Ernst Moritz Roth. Er absolvierte nach dem Besuch der Volksschule in Köln die weiterführende Schule im St.-Josef-Kolleg Vechta. Zwei seiner Lehrer waren die Brüder Titus Maria und Timotheus Maria (bürgerlich Paul) Horten. Nach dem Tod des älteren Bruders Albert (1897–1914) sollte er die Firma des Vaters übernehmen, doch durch die religiöse Erziehung und die Freundschaft zu den nahe dem Elternhaus wohnenden Kölner Dominikanerbrüdern war sein Lebensziel früh schon auf ein Klosterleben als Pater gerichtet. Von 1916 bis 1918 musste er am Ersten Weltkrieg als Funker teilnehmen. Nach dem Krieg nahm er seine Ausbildung zum Pater wieder auf. 1924 wurde er im Kölner Dom zum Dominikanerpater geweiht. Durch seine künstlerische Erziehung begann er in Vechta im Kolleg St. Thomas erfolgreich eine Künstlerschule für die Schüler aufzubauen und lehrte als Kunsterzieher die Schüler im St.-Josef-Kolleg. In der Chronik des Kollegs steht dazu aus dem Jahr 1929:

„Den Kunstwerkstätten von P. Thaddäus Roth werden ein Zeichensaal und eine Abteilung für Schlosserei, Schreinerei, Buchbinderei und Lichtbildkunst angeschlossen.“

Im Jahresbericht der Dominikaner von 1933 wird Roth als Subpräfekt des Kollegs genannt. Ab Mitte 1933 half Roth dem Seemannspriester Feltmann in Bremerhaven und Hamburg immer wieder aus. 1938 war er Geistlicher in der Diözese Münster. 1939 wird das St. Josef-Kolleg von den Nationalsozialisten zwangsaufgelöst und die Gebäude durch die Wehrmacht für Lazarettzwecke genutzt. Alle Dominikaner und Schüler mussten am 10. Februar 1940 das Kloster und Kolleg verlassen. Nur der Oberprima war der Verbleib bis zum Abitur noch gestattet. Roth war vom 22. Dezember 1940 bis zum 30. April 1941 in Essen als Kaplan tätig. Danach berief man ihn zum Prior des Dominikanerklosters St. Paulus in Berlin-Moabit.
Bis 1945 war er Prior am Kloster St. Paulus und in seiner dortigen Zeit versuchte er seinem älteren Bruder Joseph, der im August 1944 von der Gestapo verhaftet war, über eines seiner „Beichtkinder“, einer Sekretärin an der Reichskanzlei, ohne Erfolg zu helfen.
Nachdem 1947 das Kolleg in Vechta unter dem neuen Namen „Kolleg St. Thomas“ neueröffnet wird, kehrte Roth zurück, und wurde wieder als Kunstlehrer im Kloster tätig. Im Dezember 1949 zeigte Roth in seinem Atelier eine Ausstellung von Weihnachtskrippen. Am 26. Mai 1950 erweiterte er seine Kunstwerkstätten durch einen großen Unterrichtsraum. Im ganzen Oldenburger Land war der lebensfrohe Kölner als Maler sehr beliebt. Er gestaltete auch mit seinen Kunstwerken mehrere Kapellen aus wie z. B. in Scharnhorst. Nach kurzer Krankheit verstarb er unerwartet 1952.
Bis heute ist er als Künstler und als Pater in Oldenburg unvergessen.
Sein Malstil war eine Mischung aus Impressionismus und Naturalismus.

## Ausstellungen
- 1932 im Kloster St. Joseph in Vechta[4]

„Unter dem Gesichtspunkt ‚Die oldenburgische Heimat‘ stand auch die Gemäldeausstellung, die unser Künstler, P. Thaddäus M. Roth, in der Turnhalle am 10. Dezember 1932 eröffnet hatte. Die ausgestellten Bilder fanden bei den von nah und fern zahlreich sich einfindenden Besuchern lebhaften Anklang. Alle Arten von Darstellungen, die in der Ausstellung vertreten waren – Ölgemälde, Zeichnungen, Aquarelle, Pastelle und Graphiken – ließen die Eigenart und vielseitige Schönheit des oldenburgischen Landes klar und überzeugend hervortreten. Vor allem sagte uns die Ausstellung, dass hier ein echter Künstler mit Stift und Pinsel am Werke ist, dem wir zu seinem segensvollen Schaffen nur beglückwünschen können.“

- 2002 im Museum des Zeughauses in Vechta[6]
- 2010 im Industriemuseum Lohne[7]